# Röthenbach an der Pegnitz
Röthenbach an der Pegnitz település Németországban, azon belül Bajorországban. Lakosainak száma 12 565 fő (2023. december 31.).

## Népesség
A település népessége az elmúlt években az alábbi módon változott:
| Lakosok száma | 354  | 8633 | 12 099 | 11 899 | 11 788 | 11 807 | 11 977 | 12 143 | 12 431 | 12 565 |
|               | 1875 | 1950 | 1975   | 1987   | 2012   | 2014   | 2016   | 2017   | 2021   | 2023   |